# Andreas Sievers
Andreas Sievers (* 21. Juni 1931 in Lippstadt; † 20. Dezember 2009) war ein deutscher Botaniker.

## Leben
Sievers studierte an der Rheinischen Friedrich-Wilhelms-Universität Bonn und wurde dort 1958 mit einer Untersuchung über die Darstellbarkeit der Ektodesmen und ihre Beeinflussung durch physikalische Faktoren promoviert. 1967 habilitierte er sich mit der Schrift „Der Feinbau der Rhizoide von Chara foetida“.
1972 wurde Andreas Sievers als Nachfolger von Walter Schumacher auf den Lehrstuhl für Zytologie und Leitung des Botanischen Gartens der Universität Bonn berufen. Seit seiner Emeritierung 1996 lehrte Sievers weiterhin am Botanischen Institut und Botanischen Garten.
Andreas Sievers hat als Direktor des Botanischen Instituts der Universität Bonn weltweit anerkannte Beiträge zum Verständnis des Schweresinns von Pflanzen (Gravitropismus) erbracht. Insbesondere botanische Experimente unter Schwerelosigkeit haben hierbei entscheidend zu neuen Erkenntnissen
geführt.
Andreas Sievers war seit 1952 Mitglied der katholischen Studentenverbindungen KDStV Sauerlandia Münster und der KDStV Novesia Bonn im Cartellverband (CV). Er war zudem Mitglied des Universitätsclub Bonn. 1993 wurde er zum ordentlichen Mitglied der Deutschen Akademie der Naturforscher "Leopoldina" gewählt.

## Schriften
- Untersuchungen über die Darstellbarkeit der Ektodesmen und ihre Beeinflussung durch physikalische Faktoren. Fischer, Jena 1959
- Der Feinbau der Rhizoide von Chara foetida. Ein Beitrag zur Funktion des Golgi-Apparates und der Statolithen in der pflanzlichen Zelle. Univ. Bonn 1972
- Sinneswahrnehmung bei Pflanzen: Graviperzeption. Westdeutscher Verlag, Opladen 1984, ISBN 3-531-08335-X
- Plant biology in space. Springer 1987, in Planta, Vol. 203